# چرتسی، کبک
چرتسی (به فرانسوی: Chertsey) شهری در منطقه شهری ماتاوینی ناحیه لانودییر در استان کبک کانادا است. در سرشماری سال ۲۰۱۱ این شهر ۴٬۶۱۰ نفر جمعیت داشته‌است و مساحت آن ۳۱۳٫۲۲ کیلومتر مربع است.